# Adixoa pyromacula
Adixoa pyromacula is een vlinder uit de familie wespvlinders (Sesiidae), onderfamilie Sesiinae.
Adixoa pyromacula is voor het eerst wetenschappelijk beschreven door Fischer in 2011. De soort komt voor in het Oriëntaals gebied.